# نیو فلامنکو
نیو فلامنکو یا فلامنکو نو (به اسپانیایی: Nuevo flamenco) که با نام «فلامنکو فیوژن» (فلامنکو تلفیقی) نیز شناخته می‌شود، سبکی از موسیقی است که از دهه ۱۹۸۰، از تلفیق موسیقی فلامنکو با دیگر سبک‌ها (عمدتا جاز، بلوز، راک، سنتی، رامبا، و سال‌ها بعد رگاتون، هیپ هاپ و موسیقی الکترونیک) در اسپانیا متولد شد.

## خاستگاه

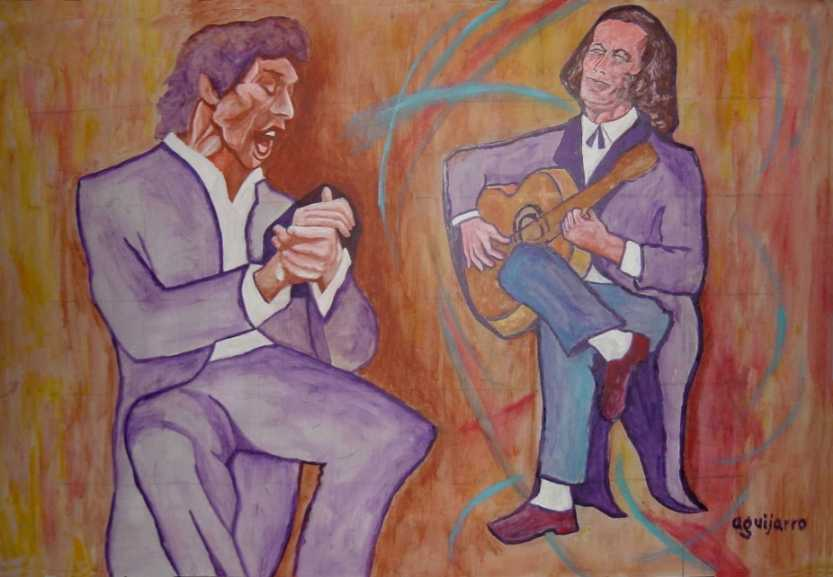
پاکو د لوسیا و کامارون د لا ایسلا

اسپانیا در دهه ۱۹۷۰ پس از دوران انتقال به دموکراسی، در سیاست و جامعه متحول شده بود. هنرمندان سنتی فلامنکو که در دهه‌های ۱۹۵۰ و ۱۹۶۰ به دلیل نفوذ موسیقی راک اند رول و انواع سبک‌های موسیقی اروپایی و آمریکایی در اسپانیا، به حاشیه رانده شده بودند، سبکی با نام «فلامنکو فیوژن» (فلامنکو تلفیقی) را خلق کردند.
خوزه آنتونیو پالپون عنصری تعیین‌کننده در ایجاد این تلفیق بود. او با تشویق مانوئل مولینا خواننده و نوازنده گیتار برای همکاری با گروه راک اندلسی اسمش و تقویت پیوند هنری بین پاکو د لوسیا و کامارون د لا ایسلا، به فلامنکو خلاقیت و رونق دوباره بخشید و آن را از قالب محافظه‌کارانه رایج در آن دوران خارج کرد.
پاکو د لوسیا و کامارون د لا ایسلا به همراه خوان پنیا اللبریجانو و انریکه مورنته، هر کدام با هنر و نوآوری‌هایشان، نقش بزرگی در شکل‌گیری و محبویت فلامنکو فیوژن ایفا کردند.